# Vincenzo Campi
Vincenzo Campi fue un pintor, arquitecto, grabador, dibujante y cosmógrafo italiano de la escuela de Cremona, que nació y murió en esa misma ciudad (1536 - 3 de octubre de 1591).

## Biografía
Los Campi fueron una familia de pintores italianos de Cremona en el siglo XVI. En el norte de Italia, donde tuvieron el espléndido ejemplo de los venecianos y un poco de conocimiento del arte flamenco y alemán, los contrastes de luz y de sombra podía expresar el sentimiento manierista perfectamente, como en la labor de los Campi en Cremona.
El cabeza de la familia Galeazzo Campi (1477 - 1536), fue discípulo de Boccaccio Boccaccino. Se supone que tuvo un estrecho contacto con Tommaso de Aleni debido a la relación existente entre sus estilos. En sus paisajes se observan influencias de Giovanni Bellini y Perugino. Fue el padre de Giulio (sobre 1507-1572), Antonio (Cavaliere Antonio, 1523 - 1587) y Vincenzo.

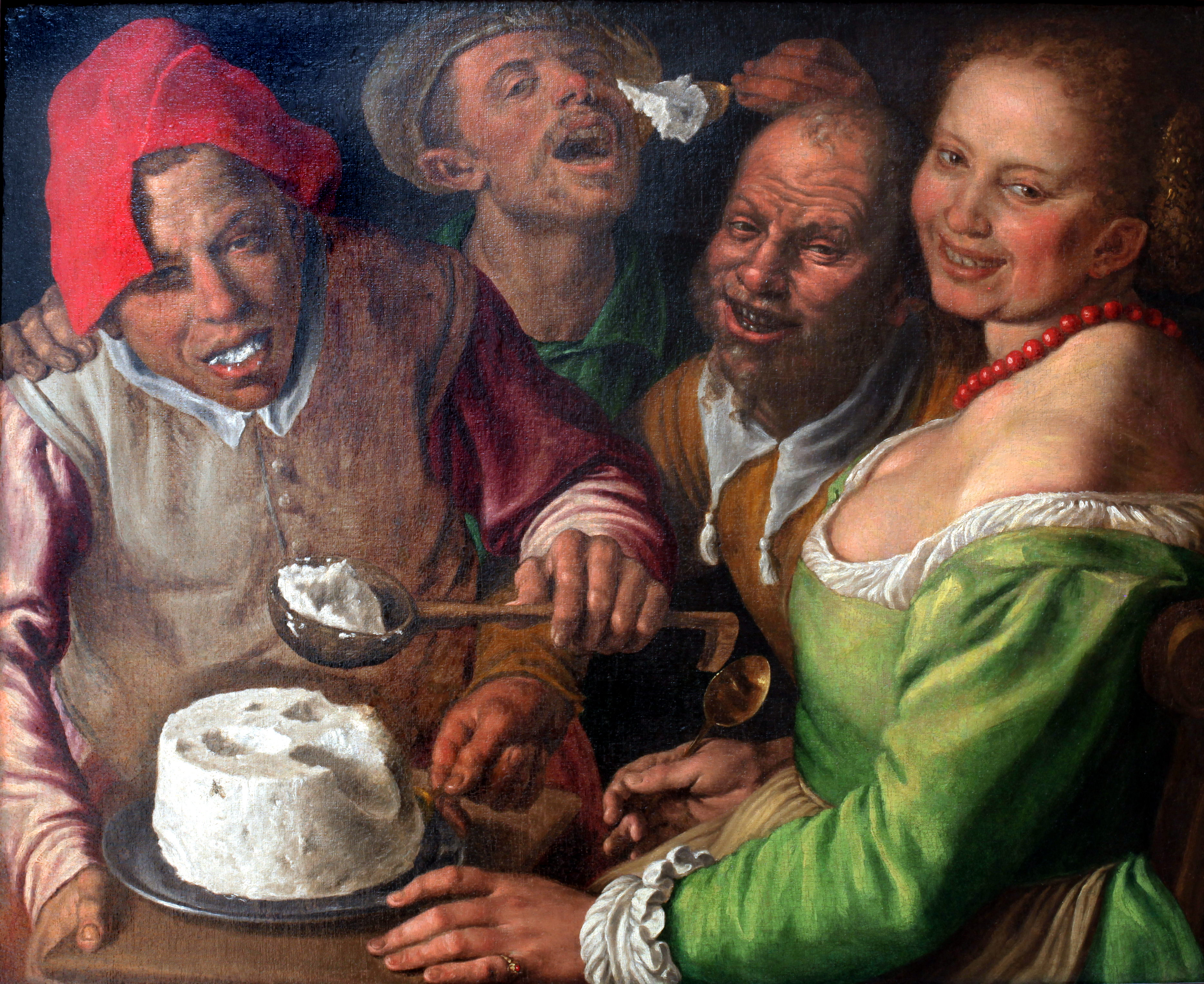
Los comedores de requesón Museo de Bellas Artes de Lyon.

Discípulo de sus hermanos Giulio y Antonio Campi, Vincenzo hizo una carrera pictórica ambivalente, ejecutando tanto obras religiosas con influencias de Pordenone y retablos impregnados de la sensibilidad de la Contrarreforma (es la época de Carlos Borromeo) como con un impredecible lado bufonesco sus famosas escenas de género, habitadas por personas de clase baja, villanos y campesinos presentados como toscos, tontos y promiscuos inspirado por la pintura contemporánea y flamenca de tipo similar, cargadas de alusiones eróticas ocultas. Estas obras tuvieron cierto éxito entre los clientes, entre los cuales estuvo el rico patrón de Baviera, Hans Fugger (una serie de pinturas de Vincenzo Campi, que datan de 1580 - 1581, todavía se conserva en el castillo de Kirchheim). El historiador del arte Barry Wind ve tales obras como una extensión de la idea clásica de pitture ridicule o pintura cómica, donde el cuadro sirve como "broma obscena" para un hombre educado con escaso sentido del humor. Finalmente, sus obras influyeron en el sentido naturalista de la pintura boloñesa (Bartolomeo Passerotti y Annibale Carracci). También destacó en la realización de bodegones, ejemplos de estos son las pinturas en la Academia de Bellas Artes de Brera, Milán bodegones de frutas y de peces, ambas pinturas ponen de manifiesto que fue influido por Pieter Aertsen.

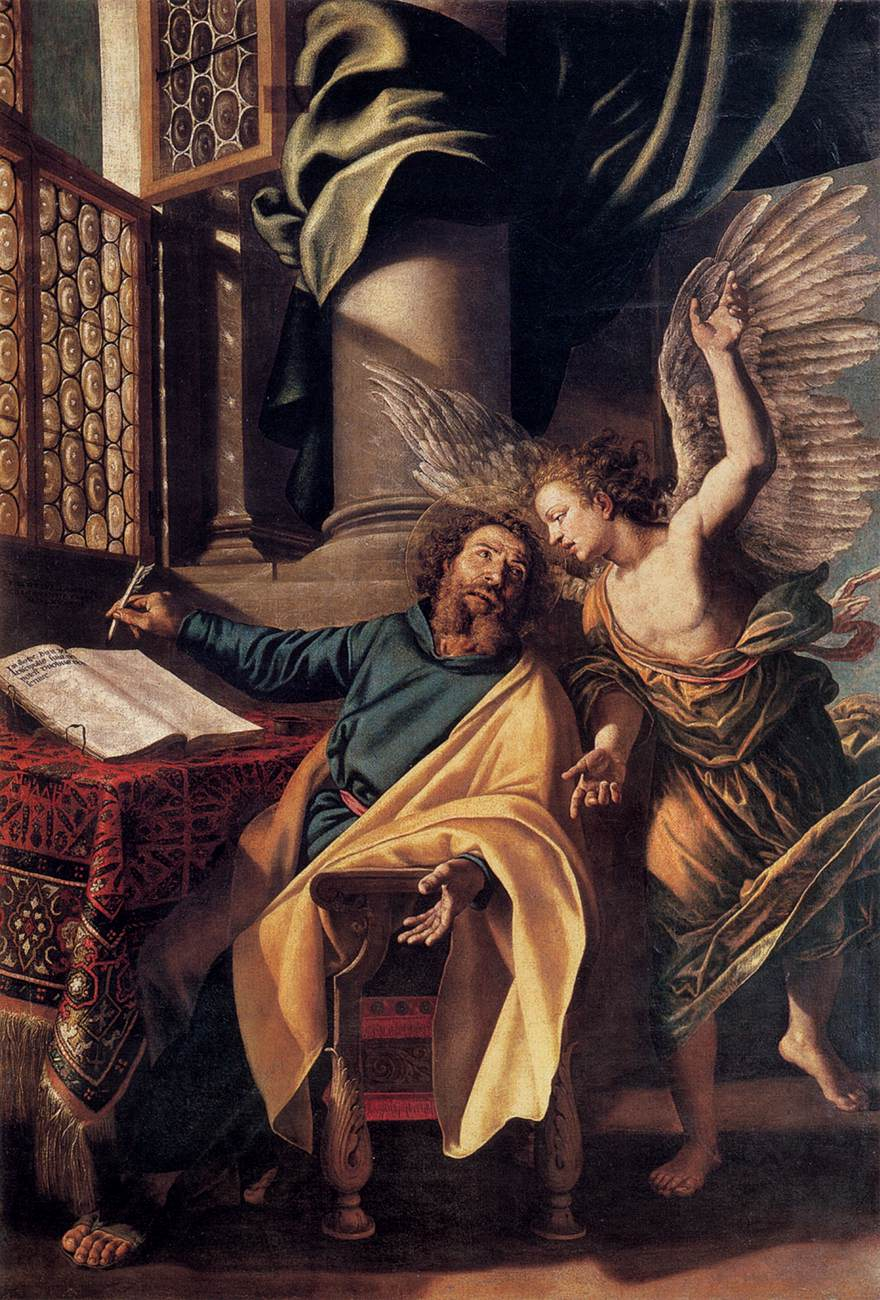
Pavía, Iglesia de San Francisco de Asís, Retablo con San Mateo (1588).

Su carrera pictórica tuvo lugar particularmente en Cremona, pero también realizó obras en Milán, Pavía y Busseto. La primera noticia documentada sobre su labor son las comisiones para la decoración de la Catedral de Cremona: una Piedad en la sala del capitolio y la serie de Profetas en la nave. Más tarde, elaboró el Cristo clavado en la cruz de la Cartuja de Pavía, donde Vincenzo dio prueba de sus conocimientos creando una atmósfera de solemne dramatismo solicitada a los artistas en los años de la Contrarreforma, cuando se sintió la necesidad de dar sentimientos al arte sacro para recrear los sentimientos de la Pasión atrayendo a los fieles a la oración y la meditación.
Entre los años 1586 y 1589 crea su obra más importante en Milán, pintada en colaboración con su hermano Antonio, la bóveda de la iglesia de San Pablo Converso (Milán), pintada con un espectacular panorama en trampantojo. En 1588 Vicenzo pintó el bello San Mateo para la iglesia de San Francisco de Asís en Pavía, cuyo realismo fue entendido por la crítica como un precedente importante para la pintura de Caravaggio.

## Obras
- Busseto
  - Oratorio de la Anunciación:
    - Anunciación.
    - Trinidad.
- Cremona
  - Palacio del Ayuntamiento:
    - La reubicación de los agricultores (el "San Martino").
- Lyon
  - Museo de Bellas Artes:
    - Los comedores de queso.
- Madrid
  - Museo del Prado:
    - Cristo clavado en la Cruz.
- Milán
  - Academia de Bellas Artes de Brera:
    - Cocina.
    - La vendedora de frutas.
    - La vendedora de pollos.
    - La tienda de ultramarinos.

  - Iglesia de San Pablo Converso:
    - Ascensión, los ángeles y los santos.
- Módena
  - Galería Estense:
    - Cristo en casa de María y Marta.
- Parabiago
  - Santos Gervasio y Protasio, antigua colección privada de Calati:
    - La Corona de Espinas.
    - La Flagelación.
- Pavia
  - Museo de la Cartuja:
    - Cristo clavado en la Cruz.

  - San Francisco:
    - San Mateo y el ángel.